# 田岡病院

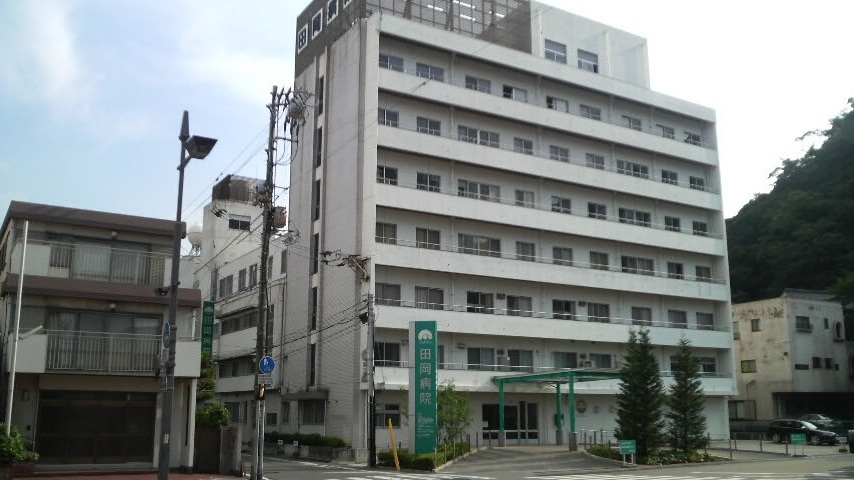
徳島市東山手町にあった旧田岡病院

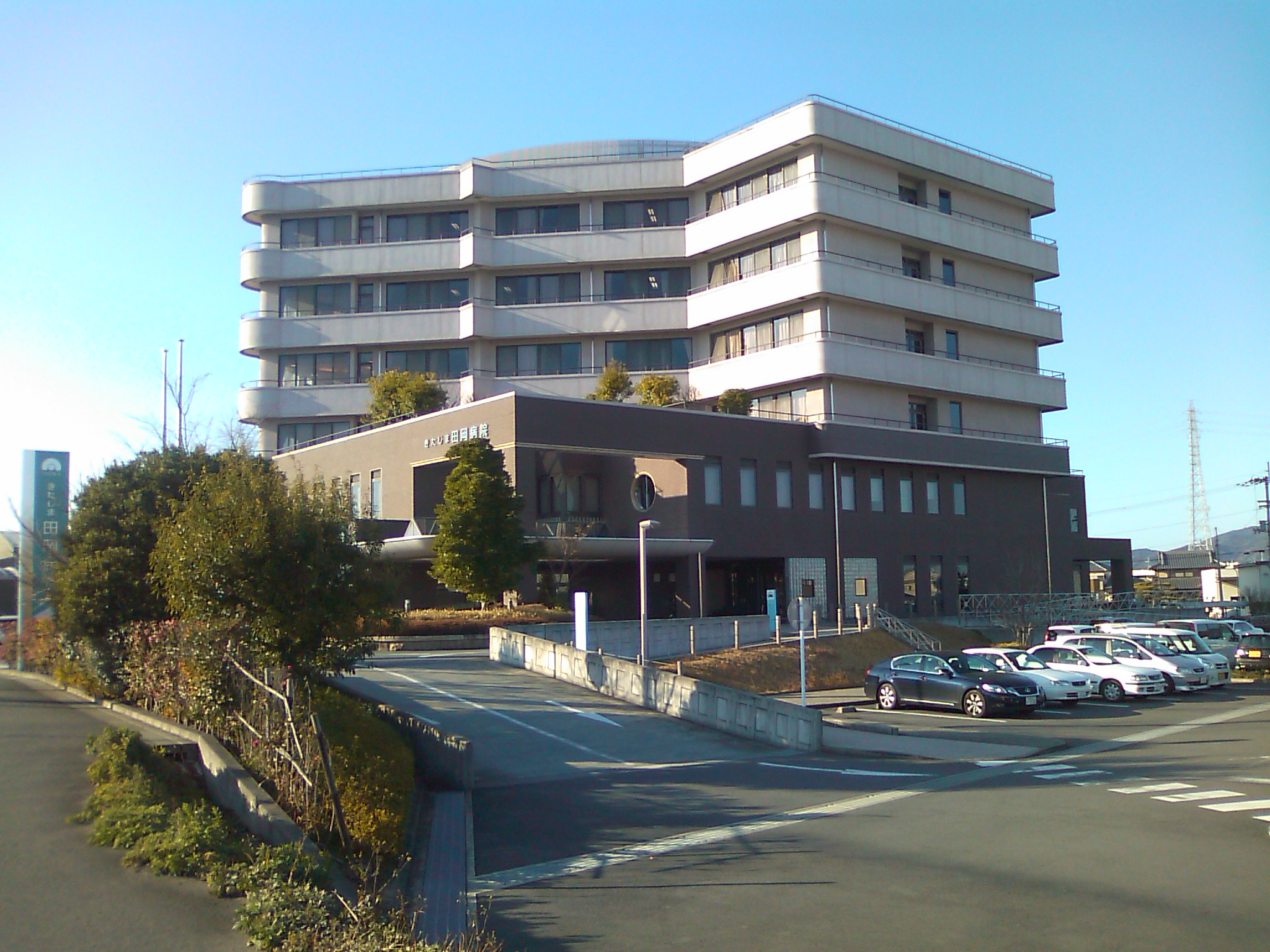
きたじま田岡病院

医療法人 倚山会 田岡病院（いりょうほうじん いざんかい たおかびょういん）は、徳島県徳島市万代町にある病院。

## 概要
1926年（大正15年）3月15日に開院。二次救急指定病院に指定。
臨床研修指定病院、日本救急医学会救急科専門医指定施設、日本外科学会外科専門医制度関連施設、日本整形外科学会整形外科専門医研修施設、日本脳神経外科学会専門医訓練施設、日本麻酔科学会麻酔科認定病院、日本外傷学会認定外傷専門医研修施設、日本リハビリテーション医学会認定研修施設、日本循環器学会循環器専門医研修関連施設、日本甲状腺学会認定専門医施設、日本緩和医療学会認定研修施設、日本消化器病学会認定施設、日本オンコプラスティックサージャリー学会インプラント実施認定施設、日本オンコプラスティックサージャリー学会エキスパンダー実施認定施設、日本乳がん検診制度管理中央機構マンモグラフィ検診画像認定施設、日本乳癌学会専門医制度関連施設に認定されている。

## 歴史
- 1926年 - 徳島県徳島市東山手町に田岡病院を開院。
- 1960年 - 医療法人 養生園 田岡東病院を開院。
- 2000年 - 田岡訪問看護ステーション（現咲くら訪問看護ステーション万代）、田岡指定居宅介護支援事業所（現咲くら指定居宅介護支援事業所）開設。
- 2003年 - 徳島県板野郡北島町にきたじま田岡病院を開設。
- 2011年 - 徳島市万代町（徳島サティ跡）に田岡病院を新築移設。
- 2012年 - 咲くら訪問リハビリセンター、咲くら通所リハビリセンター開設
- 2013年 - 咲くら訪問看護ステーション山手開設
- 2015年 - 咲くら指定居宅介護支援事業所山手開設

## 診療科
田岡病院
- 内科
- 循環器内科
- 外科
- 整形外科
- 脊椎内視鏡センター
- 心療内科
- 神経内科
- 緩和ケア科
- 乳腺甲状腺科
- 美容外科
- 形成外科
- 救急科
- 脳神経外科
- 血管内治療科
- 皮膚科
- 泌尿器科

きたじま田岡病院
- 内科
- 呼吸器内科
- 消化器内科
- 循環器内科
- 血液内科
- 神経内科
- 心療内科
- 外科
- 呼吸器外科
- 消化器外科
- 整形外科
- 脳神経外科
- 形成外科
- 乳腺外科
- 甲状腺外科
- 肛門外科
- 皮膚科
- 精神科
- 救急科
- 放射線科
- リハビリテーション科
- リウマチ科
- 麻酔科

TAOKAこころの医療センター
- 精神科
- 心療内科
- 内科
- 神経内科
- 小児神経内科

## 併設施設
- きたじま田岡病院（医療法人 きたじま倚山会） - 徳島県板野郡北島町鯛浜字川久保30番地1
- TAOKAこころの医療センター(医療法人 養生園) - 徳島県徳島市城東町2丁目7番地9

## 交通
田岡病院
- JR徳島駅から田岡病院まで 路線バス(4番乗り場、万代車庫前行き)・・・「万代町4丁目」で下車　所要時間約10分  タクシー・・・所要時間約7分

きたじま田岡病院
- 徳島バス立道線、グリーンタウン線、鍛冶屋原線(住吉経由)、北島藍住線、応神ふれあいバス「外野(田岡病院前)」バス停より徒歩約1分

TAOKAこころの医療センター
- 徳島市営バス「安宅一丁目」バス停より徒歩約5分